# Here We Go
Here We Go är en låt framförd av den lettiska musikgruppen PeR. Med låten ställde de upp i Dziesma 2013, Lettlands uttagning till Eurovision Song Contest 2013 som hålls i Malmö i Sverige. Låten är skriven och komponerad av en av bandmedlemmarna, Ralfs Eilands, tillsammans med Arturas Burke. Texten är dock enbart skriven av Eilands.
Med låten deltog de i den andra semifinalen av Dziesma 2013, som hölls i Palladium i Riga den 9 februari. De framförde sin låt som fjärde i startordningen och tog sig vidare till finalen. De hade även framfört låten "Sad Trumpet" i den första semifinalen av samma tävling den 8 februari.
I finalen framförde de låten med startnummer 12 vilket var sist av alla bidrag i finalen. Efter en första omröstning var PeR ett av tre bidrag som gick vidare till en superfinal. I superfinalen ställdes de mot Marta Ritova med "I Am Who I Am" och Samanta Tīna med "I Need a Hero". Efter omröstningen stod det klart att PeR vunnit Dziema 2013 med låten.